# Nothria hyperborea
Nothria hyperborea är en ringmaskart som först beskrevs av Hansen 1878.  Nothria hyperborea ingår i släktet Nothria och familjen Onuphidae. Arten har ej påträffats i Sverige. Inga underarter finns listade i Catalogue of Life.